# ACF Gorgonzola
ACF Gorgonzola – włoski klub piłki nożnej kobiet, mający siedzibę w mieście Gorgonzola, na północy kraju.

## Historia
Chronologia nazw:
- 1969: A.C.F. Gorgonzola
- 1974: A.C.F. Norda Gorgonzola
- 1977: A.C.F. Italinox Gorgonzola
- 1979: A.C.F. Gorgonzola
- 1982: A.C.F. Ghepard Transport Gorgonzola
- 1983: A.C.F. Gorgonzola

Klub piłkarski A.C.F. Gorgonzola został założony w 1969 roku. W 1970 przystąpił do rozgrywek F.F.I.G.C. W 1972 zespół startował w Serie B regionale. Zajął wysokie miejsce w grupie B Serie B lombarda i awansował do Serie A Interregionale. W 1974 zakończył rozgrywki na czwartej pozycji w grupie. Ale w 1975 zastąpił klub MobilGradisca Pordenone, który zrezygnował z występów w Serie A. W debiutowym sezonie w Serie A zajął 10.miejsce. W następnym 1976 był piątym w końcowej klasyfikacji. W 1974 zmienił nazwę na A.C.F. Norda Gorgonzola, w 1977 na A.C.F. Italinox Gorgonzola, a w 1979 wrócił do nazwy  A.C.F. Gorgonzola. W 1980 osiągnął swój pierwszy sukces, zdobywając srebrne medale mistrzostw oraz Puchar kraju. W 1982 znów był drugim w tabeli końcowej, ale po zakończeniu mistrzostw zrezygnował z występów w Serie A i rozpoczął sezon 1983 jako A.C.F. Ghepard Transport Gorgonzola w Serie C lombardo. W 1984 wrócił do Serie B oraz nazwy A.C.F. Gorgonzola. Po zakończeniu sezonu 1984 klub uplasował się na drugiej pozycji i zdobył awans do Serie A. Jednak Prezes Livio Bolis postanowił rozformować klub rezygnując z rozgrywek w Serie A.

## Stadion
Klub rozgrywa swoje mecze domowe na stadionie Miejskim w Gorgonzoli, który może pomieścić 500 widzów.

## Sukcesy

### Trofea międzynarodowe
Nie uczestniczył w rozgrywkach europejskich (stan na 01-01-2017).

### Trofea krajowe
- Serie A (I poziom):
  - wicemistrz (2): 1980, 1982
  - 3.miejsce (1): 1981

- Serie B (II poziom):
  - wicemistrz (1): 1984

- Puchar Włoch:
  - zdobywca (1): 1980